# Alice de Bourbon (1876-1975)
Pour les articles homonymes, voir Alice de Bourbon et Bourbon.
Marie-Alice de Bourbon (Pau, 29 juin 1876 - Bargecchia, 20 janvier 1975) est la dernière fille de Charles de Bourbon et de Marguerite de Bourbon-Parme. Elle est princesse de Schönburg-Waldenburg par son premier mariage avec Frédéric de Schönburg-Waldenburg.

## Biographie

### Enfance et jeunesse

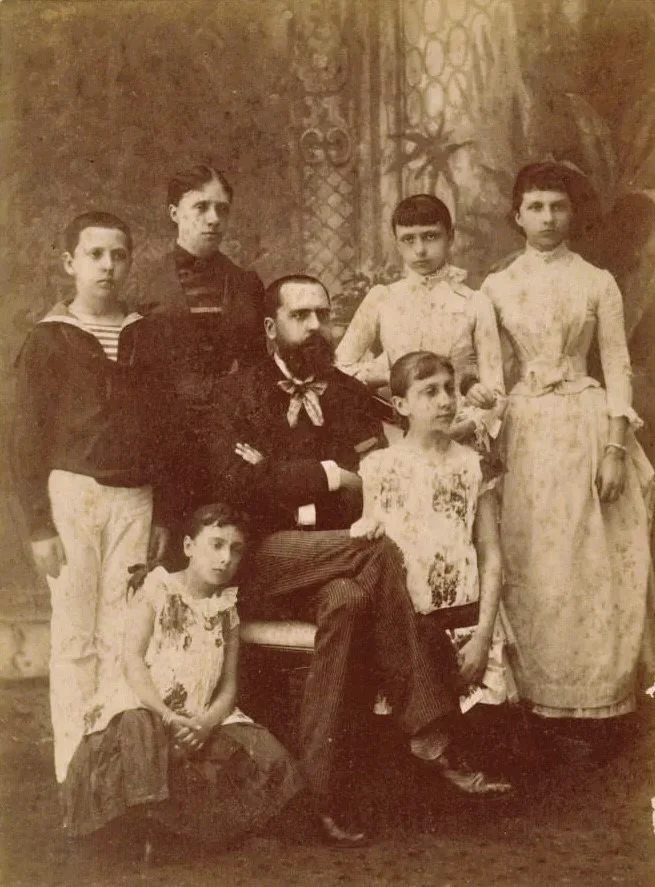
Alice et sa famille en 1886.

Alice naît dans la ville de Pau, près de la frontière espagnole ; elle est la quatrième et dernière fille du mariage du prétendant carliste Charles de Bourbon et de son épouse la princesse Marguerite de Bourbon-Parme. Elle reçoit les noms de María Alicia Ildefonsa Margarita. Son parrain est son oncle paternel Alphonse-Charles de Bourbon et sa marraine est sa tante maternelle Alice de Bourbon-Parme, grande-duchesse titulaire de Toscane, qui lui donne son nom.
De même que sa sœur Blanche, Alice est éduquée au collège Sacré-Cœur de Florence.
Le 29 janvier 1893 sa mère meurt en la Tenuta Reale de Viareggio. Après un an de deuil, le 28 avril 1894, son père se marie en deuxièmes noces avec la princesse Marie-Berthe de Rohan.

### Mariages et descendance

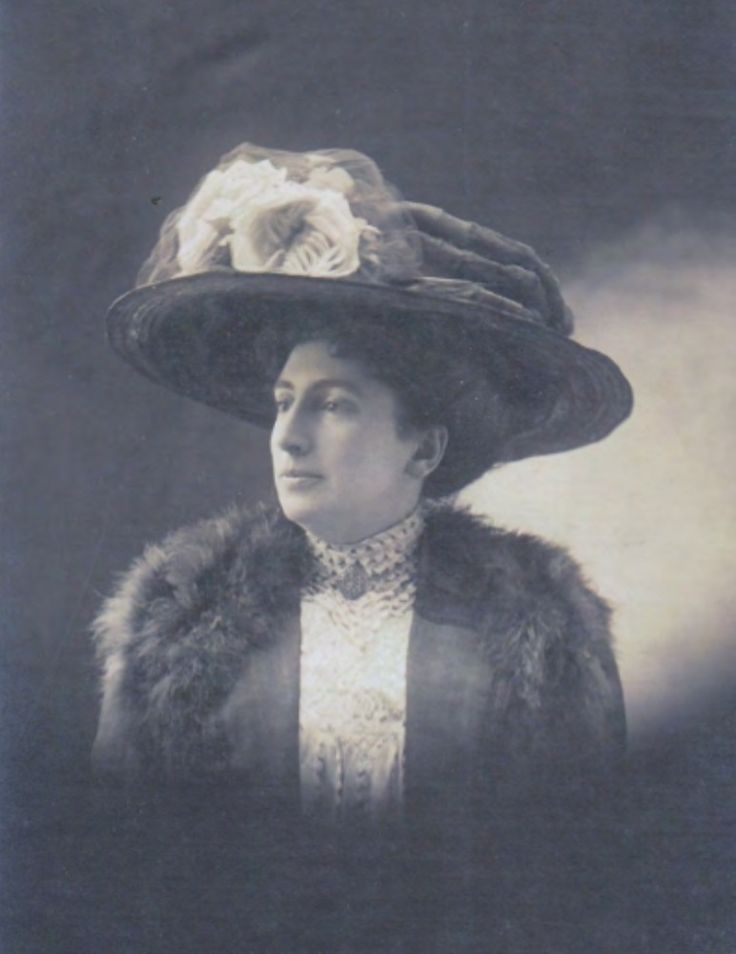
Alice vers 1910.

Le 30 septembre 1896, alors qu’elle participe avec son père et sa belle-mère au Te Deum de clôture du premier Congrès antimaçonnique de Trente, Alice rencontre le prince Frédéric de Schönburg-Waldenburg, lieutenant de l’armée bavaroise et chevalier de l’ordre souverain de Malte, qui peu de temps après, demande sa main. Le prince Frédéric, à la différence de ses cousins appartenant à la branche princière de Schönburg-Waldenburg, professe le catholicisme, depuis qu’il a abjuré le luthéranisme le 5 juin 1895.
Le 27 février 1897, à Venise, Alice est conviée au mariage de sa sœur Beatriz avec le prince Fabricio Massimo. Deux mois après, dans la même ville, le 26 avril 1897, Alice s'unit avec le prince de Schönburg-Waldenburg ; le cardinal Sarto, Patriarche de Venise, (futur Pie X) bénit l’union.
Après le voyage de noces, le couple s’installe dans le château de Fahrenbuhl Martinlamitz, en Bavière. De cette union est né un fils :
- Charles de Schönburg-Waldenburg (1902-1992)

Cependant, à cause du peu d'harmonie dans le mariage, son mari sollicite l'annulation du mariage, qui est accordée en 1903 par le Saint-Siège.
Enfin, le 2 juin 1906, après avoir donné naissance à deux enfants, Alice épouse, dans la chapelle de Viareggio, Lino del Prete (1877-1956).

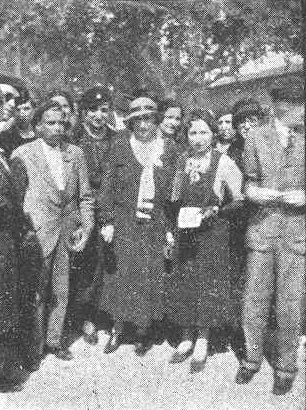
Alice à côté de María Rosa Urraca Pastor à Viareggio en 1933.

De la seconde union :
- Margarita del Prete (1904-?)
- Giorgio del Prete (1905-1928)
- Cristina del Prete (1907-1982)
- Beatriz del Prete (1908-?)
- Luisa del Prete (1909-?)
- Francisca del Prete (1911-1941)
- Ernestina del Prete (1915-?)
- Francisco del Prete (1918-1995)
- Valentina del Prete (1922-?)

### Fin de vie
Alice reconnaît le 11 avril 1964, en tant que « fille de France », que l’héritier légitime de la prétention est son petit cousin le prince Alphonse de Bourbon, futur duc d’Anjou et de Cadix.
En 1975, Alice meurt dans la Tenuta Reale. Son corps est déplacé dans la chapelle de la famille Del Prete dans le Camposanto della Misericordia de Viareggio, où repose son deuxième mari. Alice était la dernière fille et le dernier enfant en vie du duc de Madrid, elle était âgée de 98 ans à sa mort ce qui fait d'elle la 11ème personne appartenant à une famille royale à avoir vécue le plus longtemps.

## Titres et honneurs

### En Espagne
- 29 juin 1876 - 26 avril 1897 : Son Altesse Royale Doña Alice de Borbón y Borbón Parma, infante d’Espagne,
- 26 avril 1897 - 1903 : Son Altesse Royale la princesse Frédéric de Schönburg-Waldenburg,
- 1903 - 2 juin 1906 : Son Altesse Royale, Doña Alice de Borbón y Borbón Parma, infante d’Espagne,
- 2 juin 1906 - 20 janvier 1975 : Son Altesse Royale Doña Alice, infante d’Espagne, Madame du Prete.

### En France (légitimiste)
- 29 juin 1876 - 24 août 1883 : Son Altesse Royale Alice de Bourbon, princesse du sang
- 24 août 1883 - 26 avril 1897 : Son Altesse Royale Alice de Bourbon, fille de France,
- 26 avril 1897 - 1903 : Son Altesse Royale la princesse Frédéric de Schönburg-Waldenburg,
- 1903 - 2 juin 1906 : Son Altesse Royale Alice de Bourbon, fille de France,
- 2 juin 1906 - 20 janvier 1975 : Son Altesse Royale Alice de Bourbon, fille de France, Madame du Prete.

### Honneurs
- Dame de l’Ordre de la Croix étoilée[4]
- Dame de l’Ordre de Sainte-Elisabeth[4]
- Dame de l’Ordre de Thérèse[4]
- Récipiendaire de la médaille commémorative pour le mariage du Prince Ferdinand Ier et de Marie-Louise (1893)[5].